# Kids4Rock
Kids4Rock är ett lettiskt band som består av Monta Beļinska (14), Daniels Groza (14), Zane Ošiņa (13) och Edijs Beļinskis (16). Dom ställde upp i Junior Eurovision Song Contest 2005 med låten Es esmu maza, jauka meitene och kom på 11 plats.